# Joaquín Elío y Ezpeleta
Joaquín Elío i Ezpeleta (Pamplona, 19 d'agost de 1806 - Pau, França, 24 de gener de 1876) va ser un general navarrès que va lluitar en el bàndol carlista en les tres Guerres Carlistes, titulat «duc d'Elío» pel pretendent Carles VII.

## Biografia
Als dotze anys va ingressar en l'exèrcit com a cadet d'infanteria i va estar amb el seu oncle Francisco Javier de Elío, capità general de València. En esclatar la Primera Guerra Carlina, en 1835 es va unir a l'exèrcit rebel de Zumalacárregui, qui el va nomenar coronel del 8è regiment de Navarra, ascendint a brigadier en 1836. Va ser cap d'Estat Major en l'expedició del general Zariategui a Madrid (part de l'Expedició Reial) i va ascendir a mariscal de camp després de la batalla de Retuerta (1837). Acabada la guerra va emigrar a França.
Va intervenir també en el desembarcament carlí de Sant Carles de la Ràpita (1860) i després en la Tercera Guerra Carlina (1872-1876), durant la qual va ser general en Cap dels exèrcits del nord, per la qual cosa Carles VII el va honrar amb el títol de duc d'Elío. Va morir en l'exili a França, recentment acabada la guerra.